# 包厢铁路客车
包厢铁路客车或曰包厢隔间列车、隔间车厢是内设包厢的铁路客车，包厢内可以是座位，也可以是卧铺。最初的包厢铁路客车每一包厢均有连通车外的车门，包厢与包厢之间互不连通，在车厢内部也没有连通包厢与包厢间的走廊，即“无走廊包厢铁路客车”。后来的包厢铁路客车也就是现在人们所熟悉的包厢铁路客车在车厢内部增加了连通包厢与包厢间的走廊，以及车厢连接处改为了通道式车厢设计，使得乘客能够在不下车的情况下能够在同一列车内的各个包厢、各个车厢间走动，即“带走廊包厢铁路客车”，走廊在一侧的又称“侧通道车厢”。

## 无走廊包厢铁路客车
“无走廊包厢铁路客车”（英语：Compartment coach）是内部没有连通包厢与包厢、车厢与车厢间走廊的包厢铁路客车，乘客无法在不下车的情况下在包厢与包厢、车厢与车厢间走动，其每一包厢均有连通车外的车门。“无走廊包厢铁路客车”为包厢铁路客车中早期的设计，20世纪被“带走廊包厢铁路客车”取代。现时在实用领域已看不到“无走廊包厢铁路客车”，现存“无走廊包厢铁路客车”仅用于铁路遗产保护、研究。

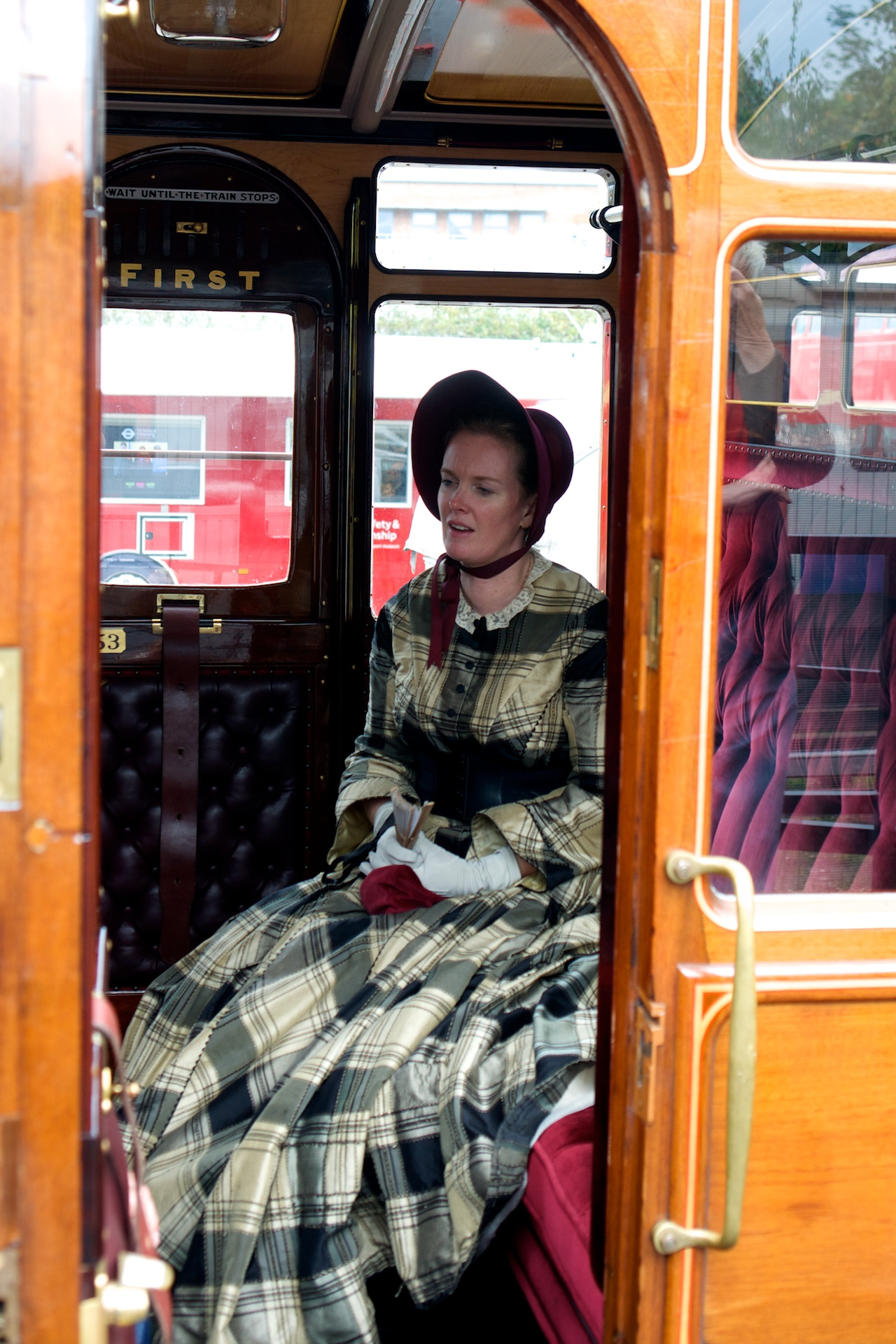
早期的包厢铁路客车一角，为无走廊包厢铁路客车。
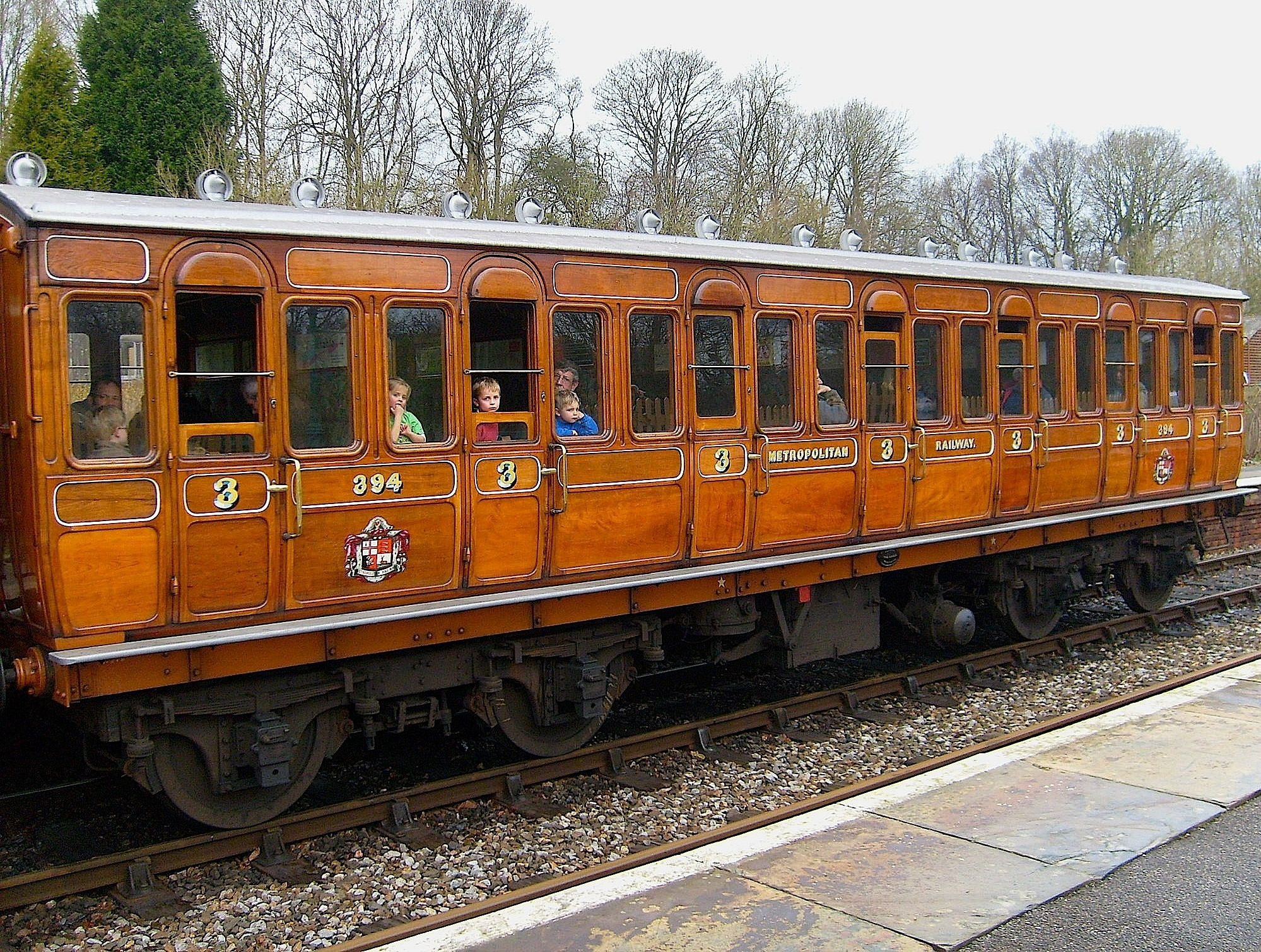
老式无走廊包厢铁路客车，从照片中可以看出其没有连通包厢与包厢之间的走廊。
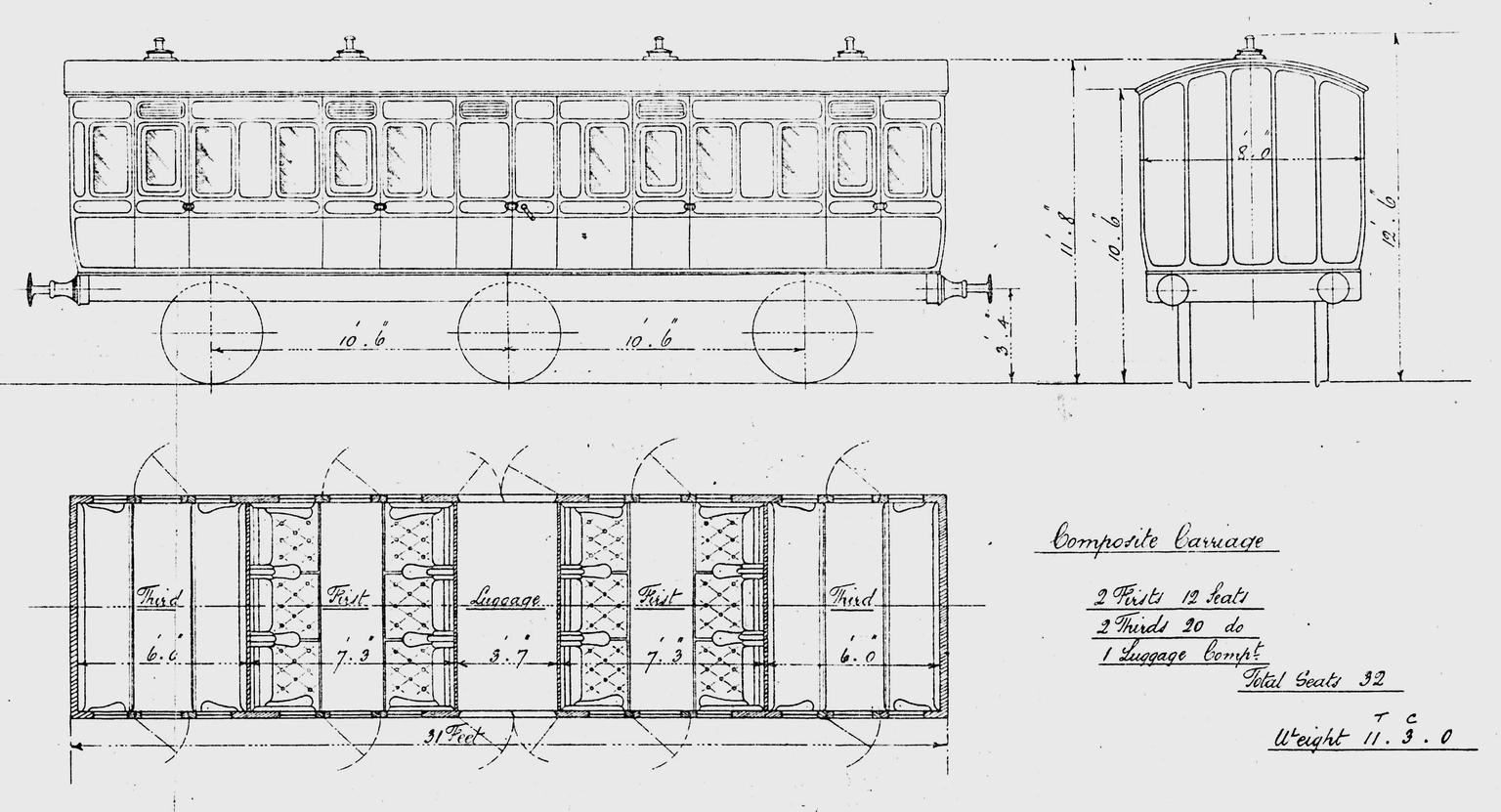
1885年英国米德兰铁路的无走廊包厢铁路客车图纸

## 带走廊包厢铁路客车
“带走廊包厢铁路客车”（英语：Corridor coach）为在车厢内设有连通包厢与包厢间走廊的包厢铁路客车，使得乘客在不下车的情况下能够在同一车厢内的各个包厢间走动，走廊在一侧的又称“侧通道车厢”。包厢内可以是座位，也可以是卧铺。现用于常规运营的包厢铁路客车基本上均为“带走廊包厢铁路客车”。

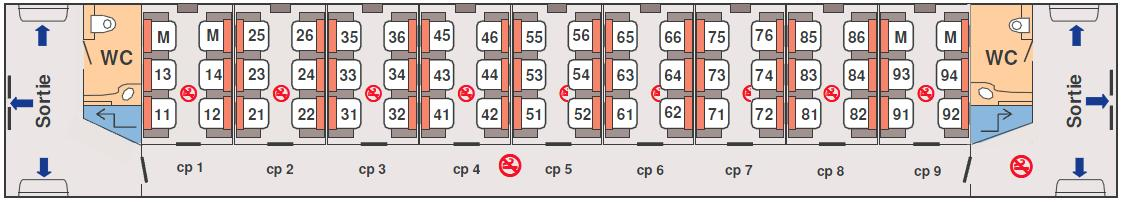
法国国家铁路所使用的一型“带走廊包厢铁路客车”平面布局图。该型“带走廊包厢铁路客车”的包厢为座位包厢。